# Deepenhorngraben
El Deepenhorngraben (en baix alemany Deepenhorngraven) és un riu de l'estat d'Hamburg a Alemanya.

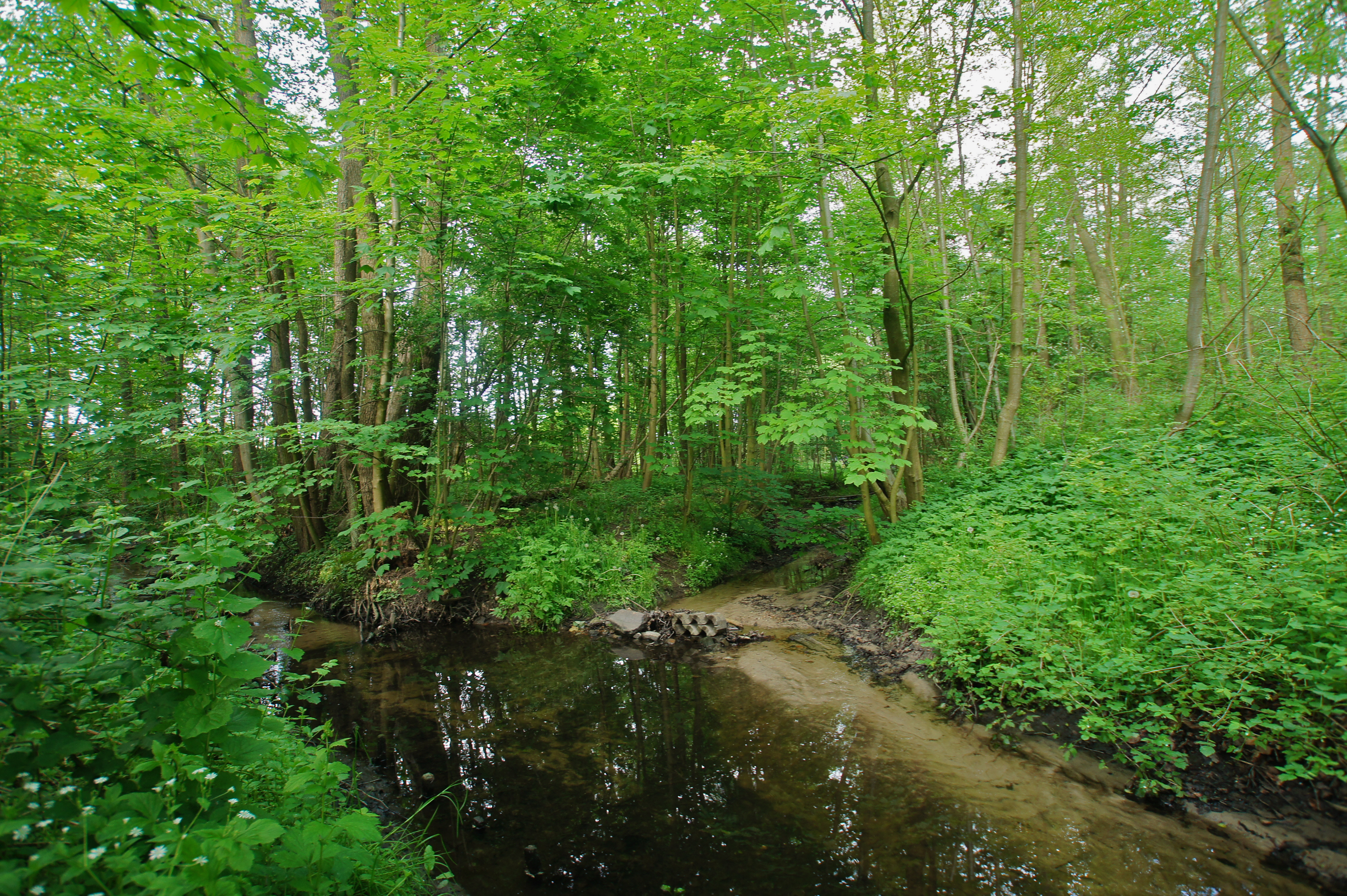
L'aiguabarreig amb el Berner Au

Neix al barri de Rahlstedt a l'estany Deepenhorner Diek que és un romanent d'antics prats humits. La font va desaparèixer per l'obra de drenatge per tal de poder urbanitzar la zona. Des de l'estany va ser entubat sota els carrers Leharstraße i Kriegkamp per tornar a l'aire a la masia Berner Gutshof. Després de passar els estanys de la masia, torna a un estat quasi natural. A Berne desemboca al Berner Au que ençà desguassa via el Wandse, l'Alster a l'Elba.

## Galeria

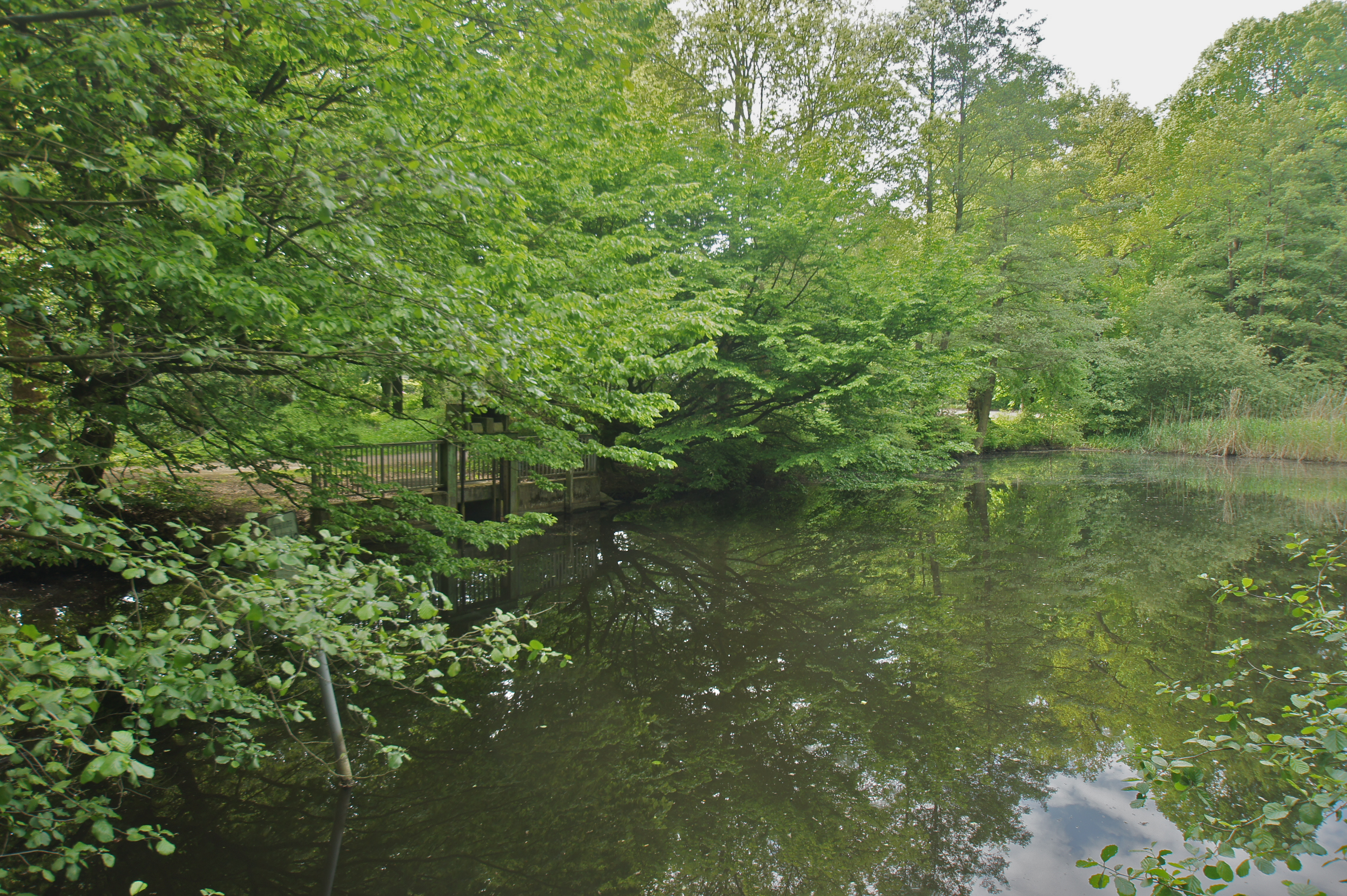
Primera resclosa de desguàs al Berner Gutshof
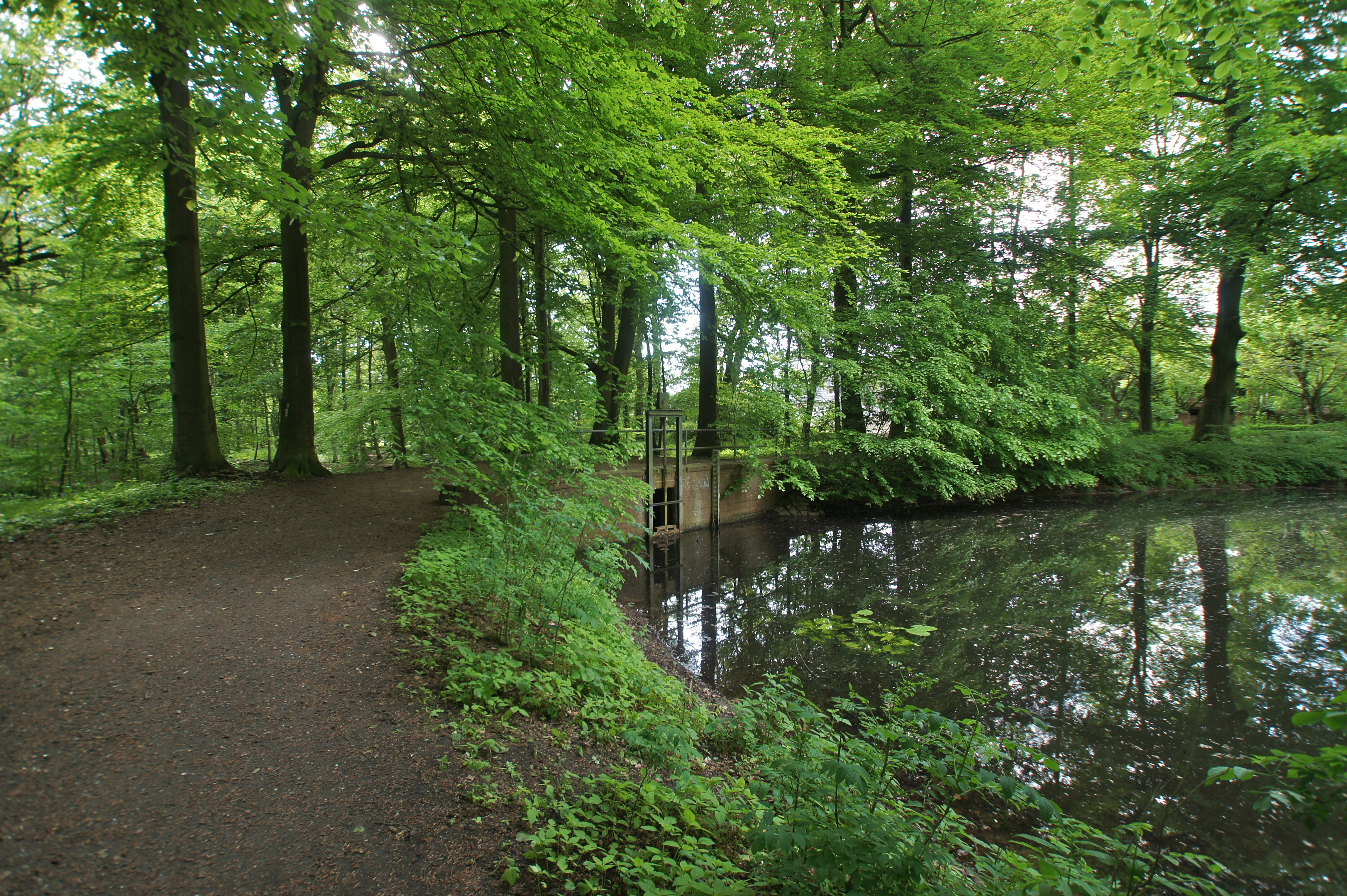
Segona resclosa de desguàs al Berner Gutshof
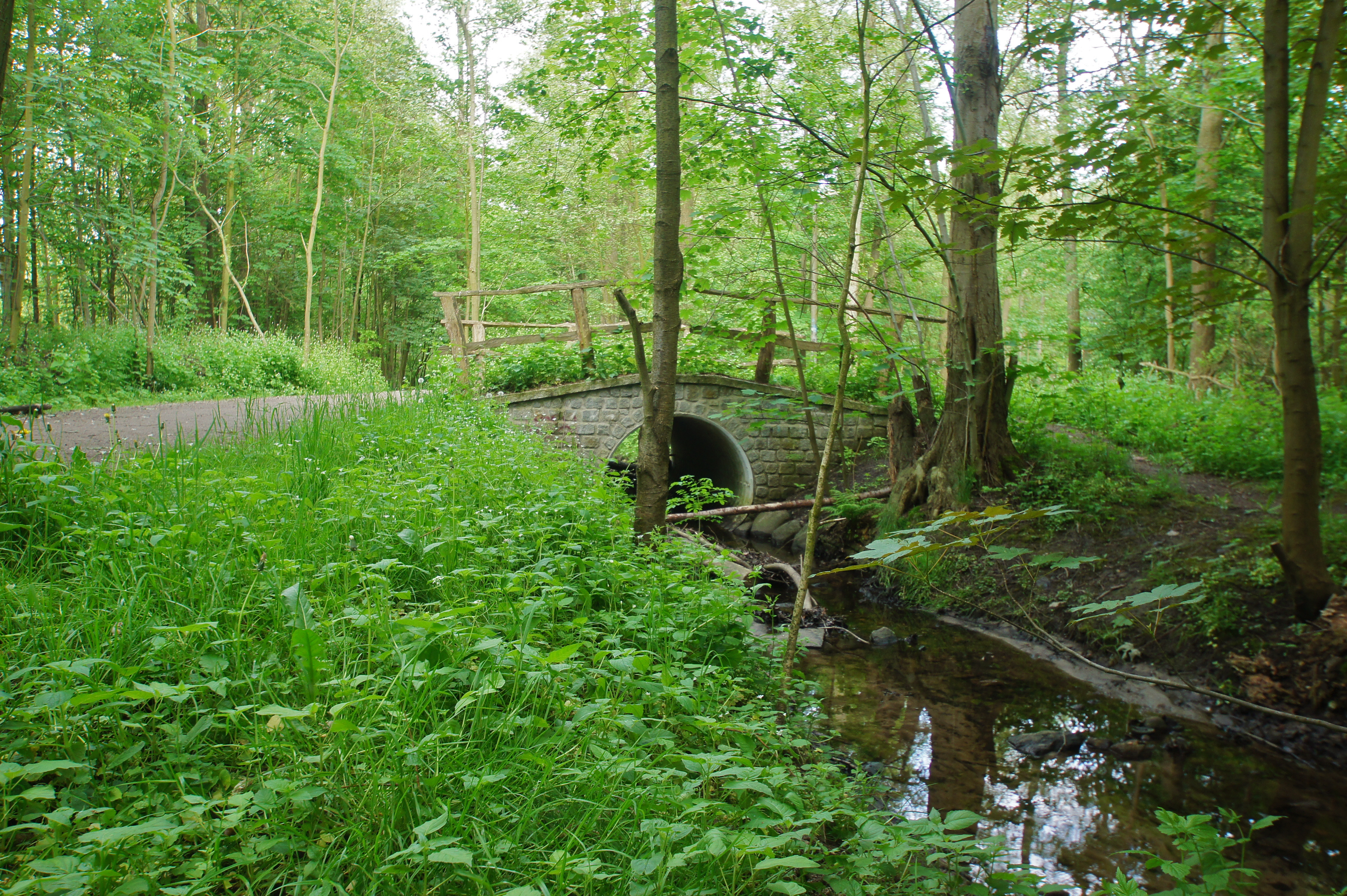
Pont per a vianants
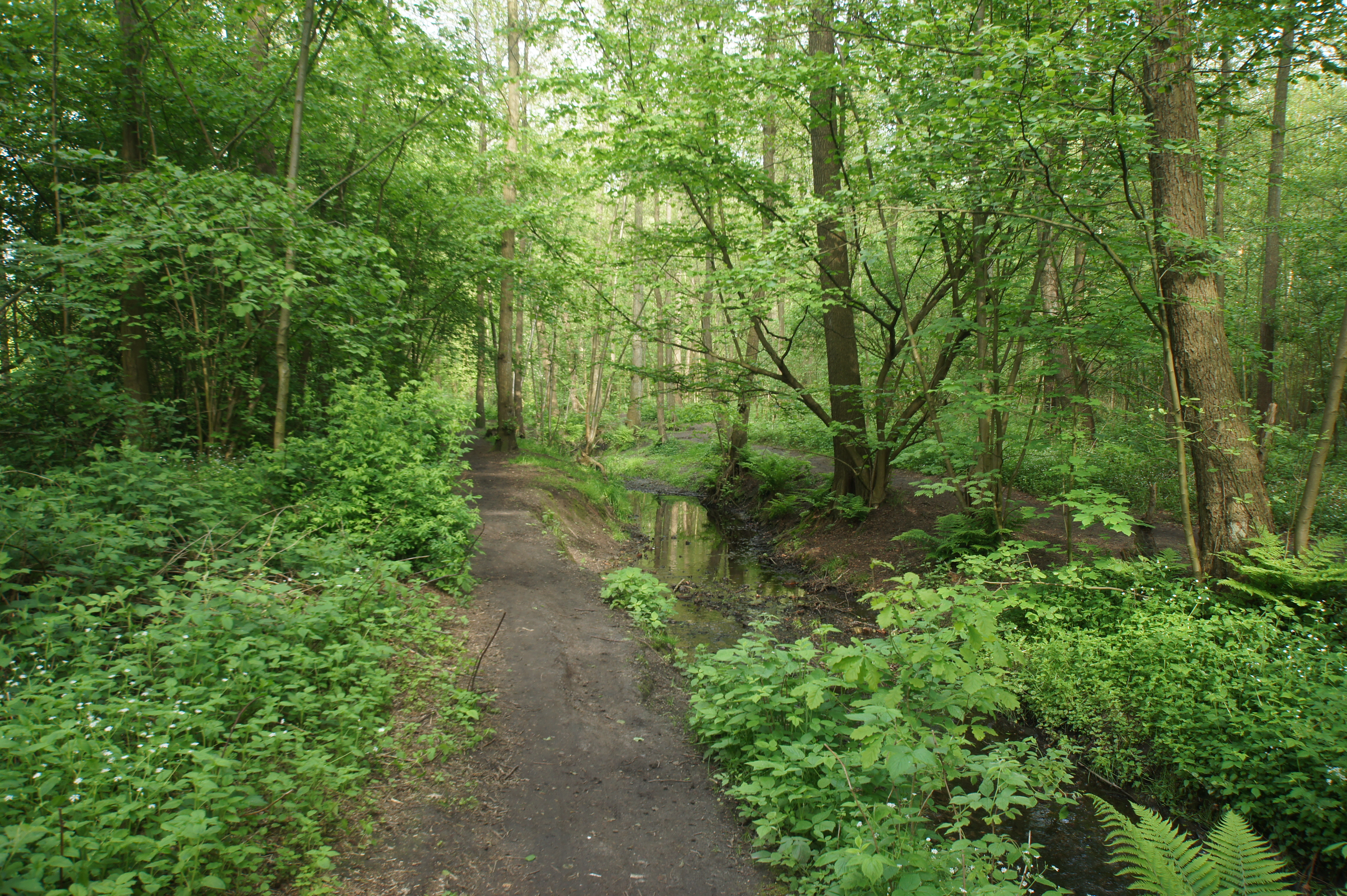
Senders al marge del riu